# Rede van Duins

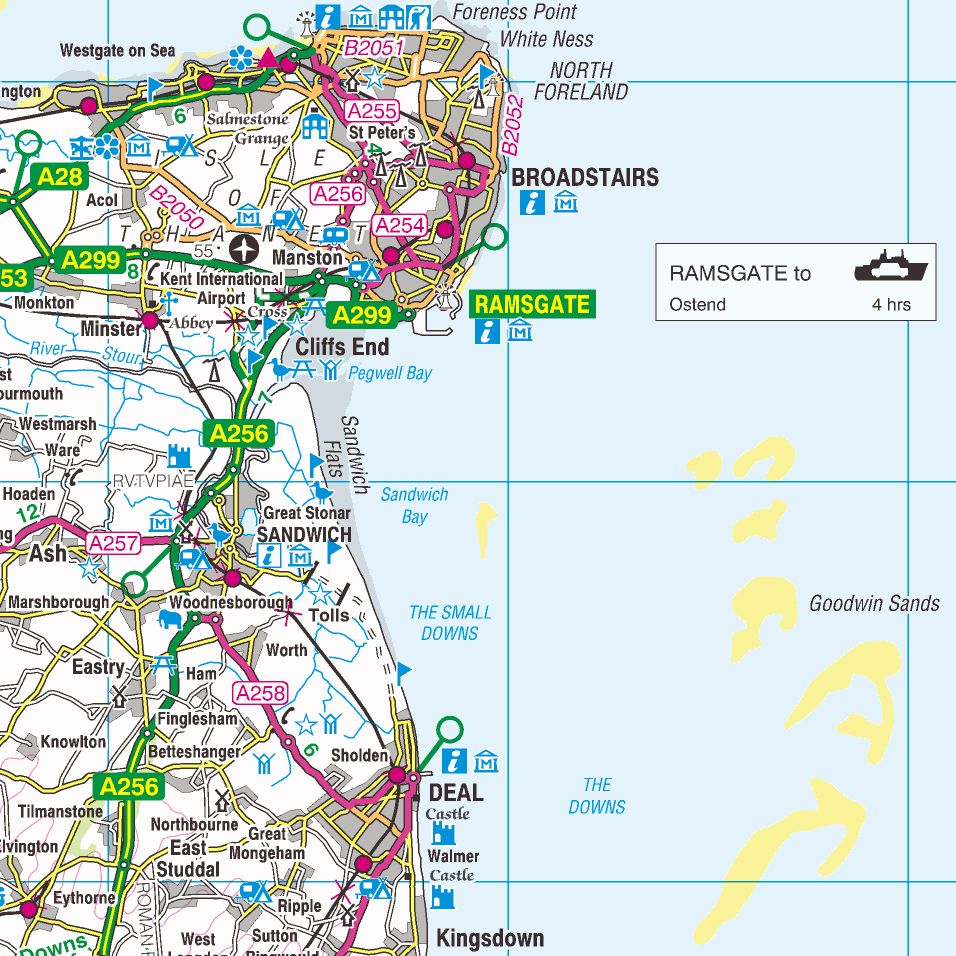
De rede van Duins

De rede van Duins (Engels: (roadstead of) the Downs) is een rede in het zuiden van Engeland, een deel van de Noordzee in de buurt van het Kanaal voor de oostkust van Kent tussen North- en South Foreland. In 1639 vond de Zeeslag bij Duins hier plaats; de Nederlandse marine versloeg toen een Spaanse vloot die toevlucht had gezocht in Engelse neutrale wateren. Sinds de Elizabethaanse tijd heeft de aanwezigheid van de Downs geholpen om van Deal een van de belangrijkste havens in Engeland te maken, en in de 19e eeuw werd de haven uitgerust met een eigen telegraaf en een tijdbal om schepen in staat te stellen hun chronometers in te stellen.
De Downs dienden tijdens de Grote Zeilvaart – naast een veilige ankerplaats bij zwaar weer – als een permanente basis voor oorlogsschepen die op de Noordzee patrouilleerden, en als een verzamelplaats voor nieuwgebouwde schepen uit de Chatham Dockyard.
The Downs ligt tussen het Nauw van Calais en het Theems-estuarium, dus zowel koopvaarders die voor de passage door het Kanaal op een oostenwind wachtten, als schepen op weg naar Londen kwamen hier bijeen, vaak voor lange periodes.
Volgens het Deal Maritiem Museum zijn er verslagen van soms wel 800 zeilschepen voor anker tegelijkertijd.
De ankerplaats heeft een diepte van ongeveer 12 vadem (22 m). Beschermd door de Goodwin Sands in het oosten en door de kust in het noorden en westen bood het zelfs tijdens zuiderstormen nog enige beschutting, maar onder die omstandigheden waren schipbreuken niet zeldzaam. Storm kon schepen op de kust zetten of op de zandbanken, die voortdurend verschoven en niet altijd goed waren gemarkeerd.
Veerboten en andere schepen zoeken hier nu nog steeds bescherming.